# Nassarius miser
Nassarius miser är en snäckart som först beskrevs av Dall 1908.  Nassarius miser ingår i släktet nätsnäckor, och familjen Nassariidae. Inga underarter finns listade i Catalogue of Life.